# Régiment de La Couronne
Le régiment de La Couronne est un régiment d’infanterie du royaume de France créé en 1643 sous le nom de régiment de La Reine-Mère, devenu sous la Révolution le 45e régiment d'infanterie de ligne. 

## Création et différentes dénominations
- 1643 : création du régiment de La Reine-Mère
- 1666 : renommé régiment de Genlis
- 1666 : renommé régiment d’Artois
- 1673 : renommé régiment de La Couronne
- 1er janvier 1791 : renommé 45e régiment d’infanterie de ligne

## Colonels et mestres de camp
- 25 juin 1643 : François-Marie de l’Hôpital, duc de Vitry, colonel
- 7 juin 1657 : N. Bruslard, marquis de Genlis
- juin 1673 : N. Bruslard, marquis de Genlis-Bethancourt
- septembre 1675 : N. Bruslard, marquis de Genlis
- 12 mars 1677 : Hardouin Bruslard, chevalier de Genlis
- 30 mars 1693 : N. de Prunier, marquis de Saint-André
- 26 juillet 1698 : Louis, marquis de Polastron
- 11 mai 1707 : René-François de Froulay, chevalier de Tessé
- 17 février 1712 : Jean François Gabriel, comte de Polastron
- 10 mars 1734 : Armand Louis de Béthune, marquis de Charost, tué en 1735 près de Trèves
- 11 novembre 1735 : Louis-Ferdinand-Joseph de Croi, duc d’Havré, colonel-lieutenant
- 14 mars 1758 : Marie-Alexandre-Léonor-Louis-César de Saint-Mauris, comte de Montbarrey
- 30 novembre 1761 : Pierre-Constantin Le Vicomte, comte de Blangy
- 22 juin 1767 : Claude-Antoine de Béziade, marquis d’Avaray
- 11 novembre 1782 : Marie-Gabriel-Florent-Auguste, comte de Choiseul-Gouffier
- 1er janvier 1784 : Augustin Louis Charles, marquis de Lameth
- 21 octobre 1791 : Joseph Marie Anne de Moyria
- 8 mars 1793 : François Goullus

## Historique des garnisons, combats et batailles du régiment
Lors du siège de Maastricht en 1673, le régiment d'Artois est renommé régiment de La Couronne pour ses faits d’armes et reçoit un nouveau drapeau croix blanche sur fond azur portant la devise Dedit hanc Mastrika coronam « Maastricht [lui] a valu cette couronne ».
Régiment de La Couronne
En 1677, le régiment participe au siège de Saint-Omer.
Le régiment de la Couronne est stationné dans la ville de Bonn pendant le siège de 1703. Le 13 octobre 1703, le marquis d'Allègre, gouverneur de la ville, envoie le régiment en contre attaque des assiégeants. Le colonel de Polastron est blessé lors de cette opération.
En 1708, il se trouve au siège de Tortose, où il monte plusieurs gardes de tranchée avec les régiments de Normandie et de Normandie.
Lors de la réorganisation des corps d'infanterie français de 1762, le régiment conserve ses deux bataillons. 
L'ordonnance arrête également l'habillement et l'équipement du régiment comme suit
Habit, veste et culotte blancs, parements, collet et revers bleus, pattes ordinaires garnies de trois boutons, autant sur le parement, quatre au revers et autant en dessous : boutons blancs et plats, avec le no 28. Chapeau bordé d'argent.
Le 1er janvier 1791 il devient le 45e régiment d'infanterie de ligne.
45e régiment d’infanterie de ligne
Le 45e régiment d’infanterie de ligne a fait les campagnes de 1792 et 1793 à l’armée du Nord ; 1794 à l’armée de Sambre-et-Meuse.
- 3 décembre 1794 : le 1er bataillon est amalgamé dans la 89e demi-brigade de première formation
- 1795 : le 2e bataillon  est amalgamé dans la 90e demi-brigade de première formation

## Personnages célèbres
- Jean-Hugues Chancel

## Drapeaux
9 drapeaux dont un blanc colonel et 8 d’ordonnance, « tous bleux avec la couronne de France en or au milieu de chaque croix blanche ».

Drapeaux d’ordonnance et colonel
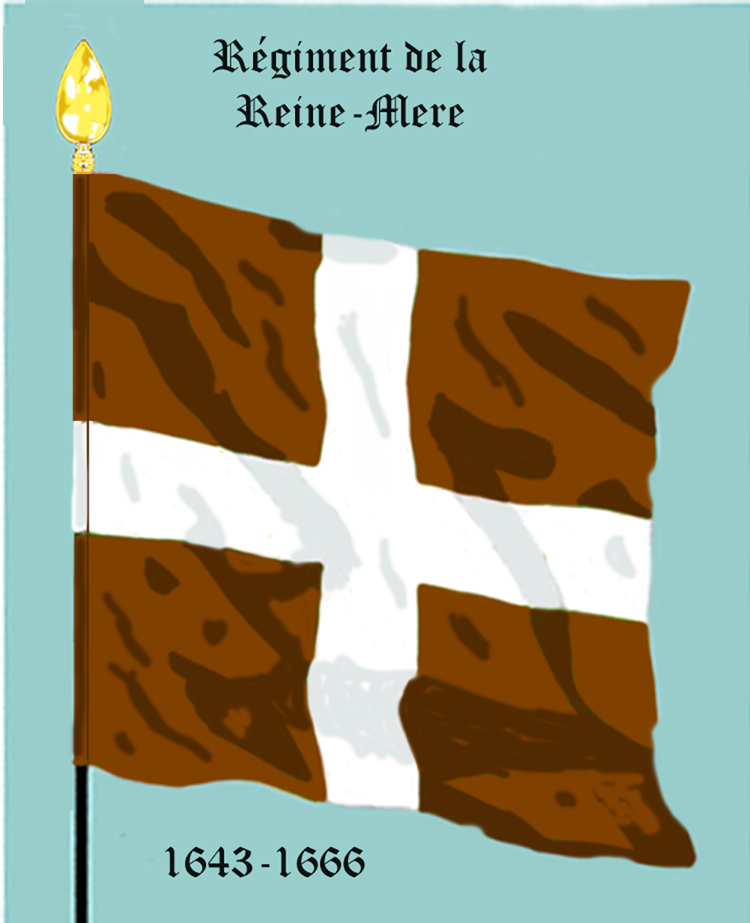
régiment de La Reine-Mère de 1643 à 1666
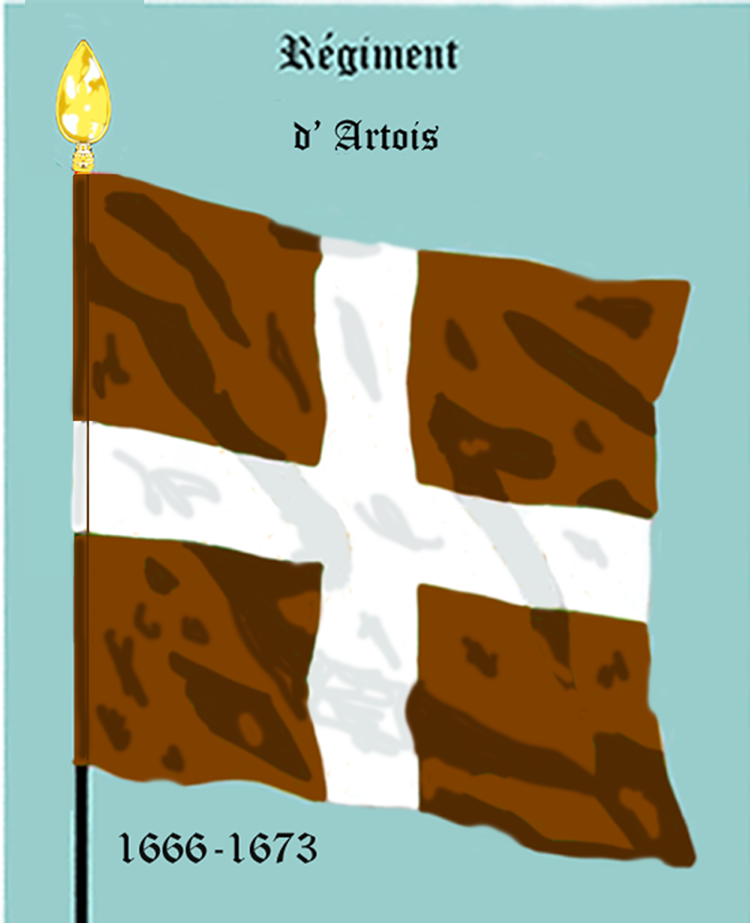
régiment d’Artois de 1666 à 1673
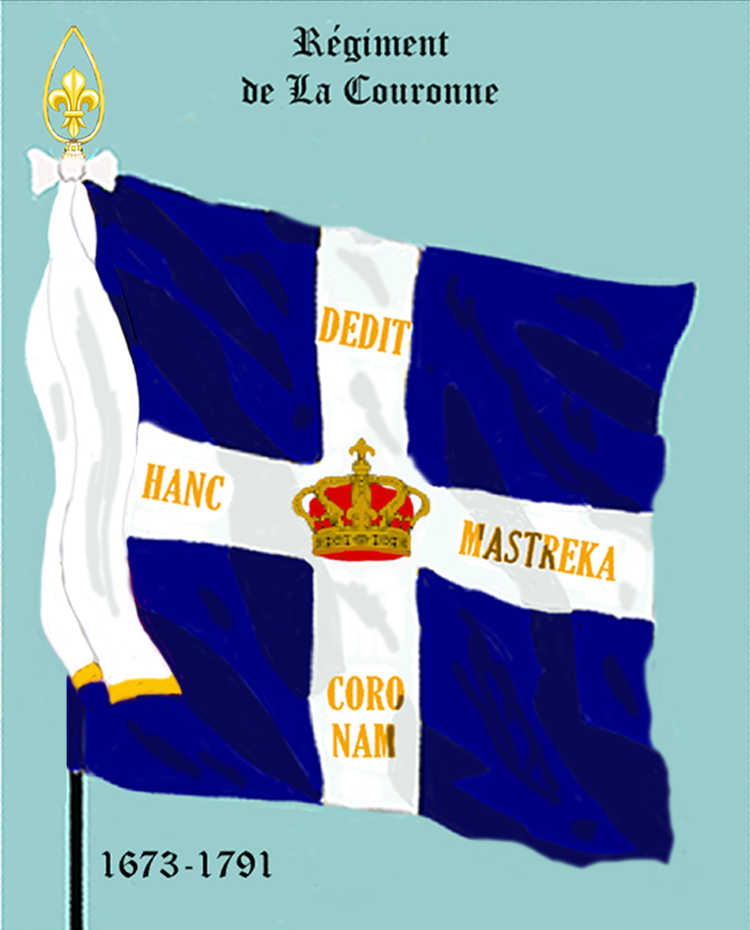
régiment de La Couronne de 1673 à 1791
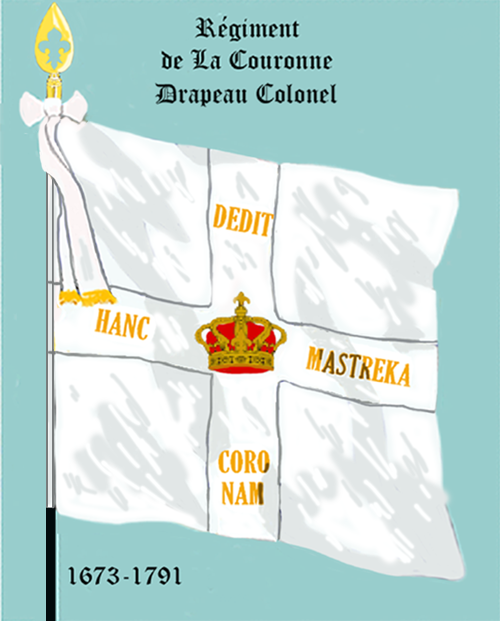
drapeau colonel

## Habillement

Uniformes
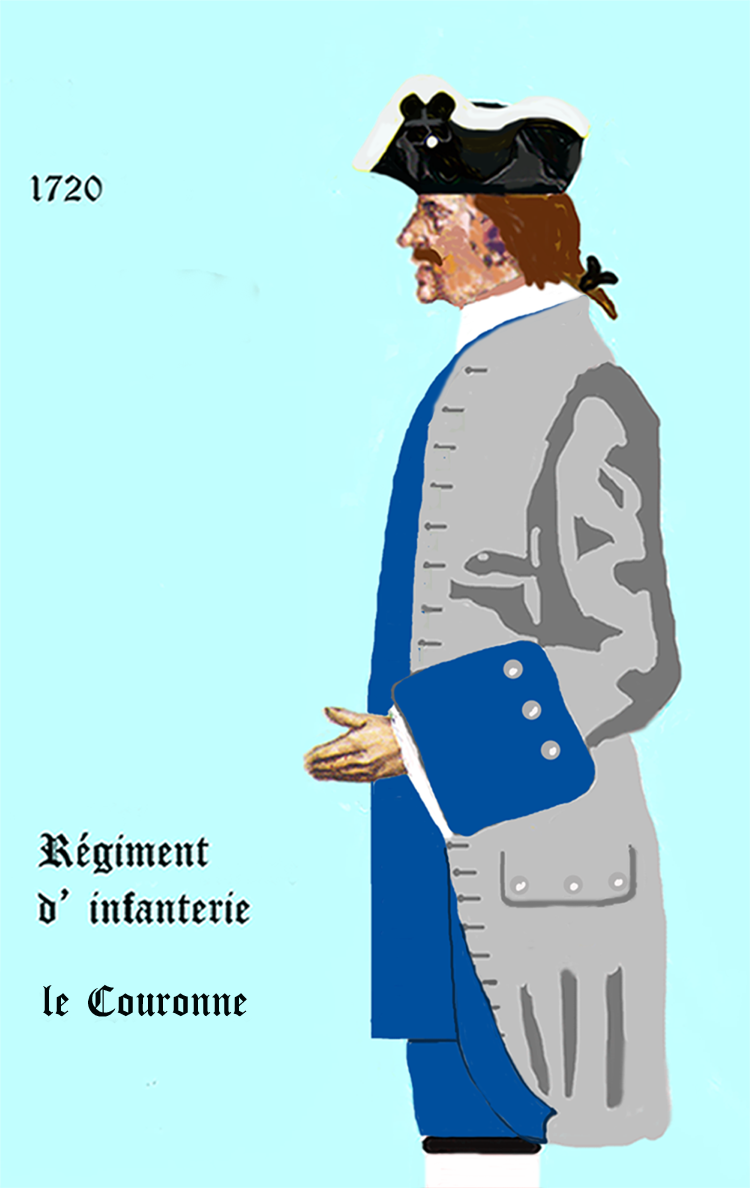
régiment de La Couronne de 1720 à 1734
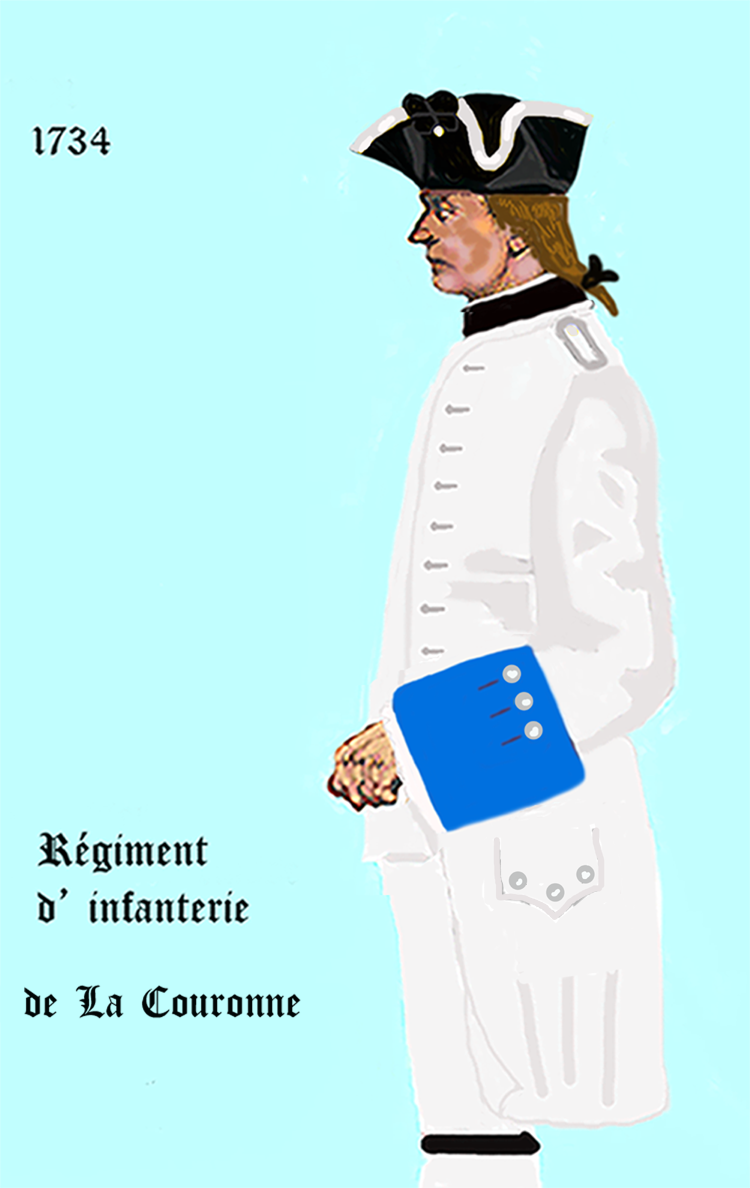
régiment de La Couronne de 1734 à 1757
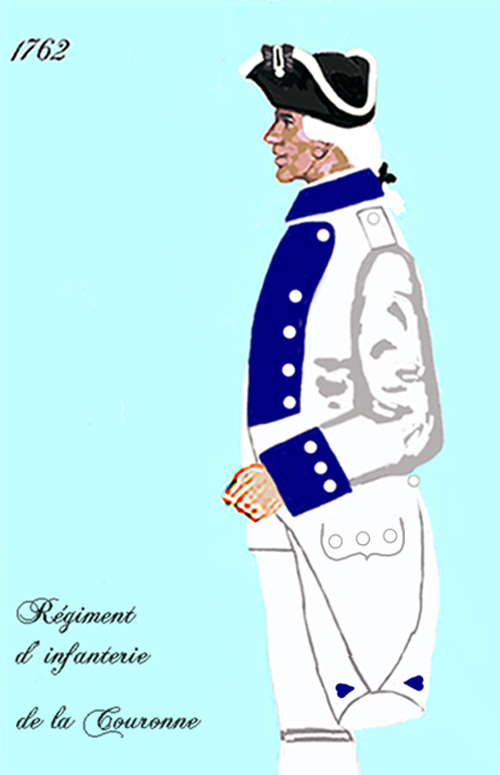
régiment de La Couronne de 1762 à 1776
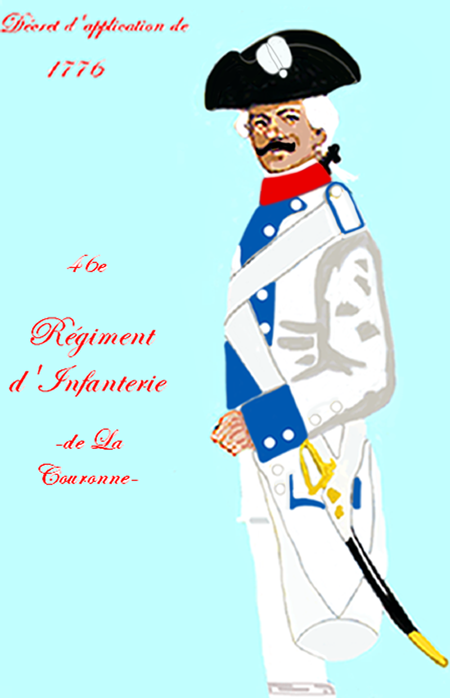
régiment de La Couronne de 1776 à 1779

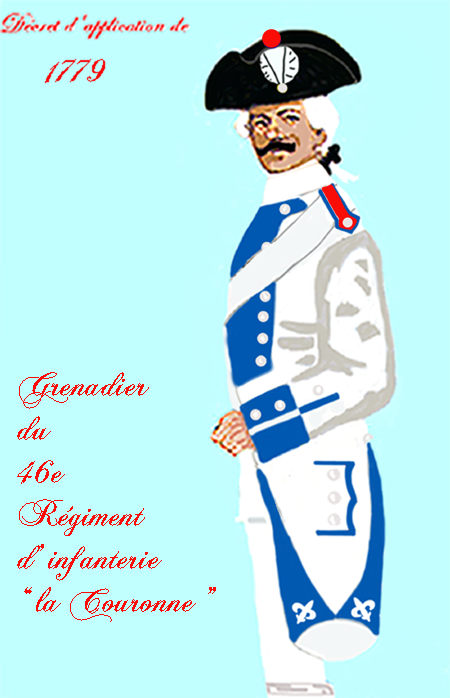
grenadier du régiment de La Couronne de 1779 à 1791
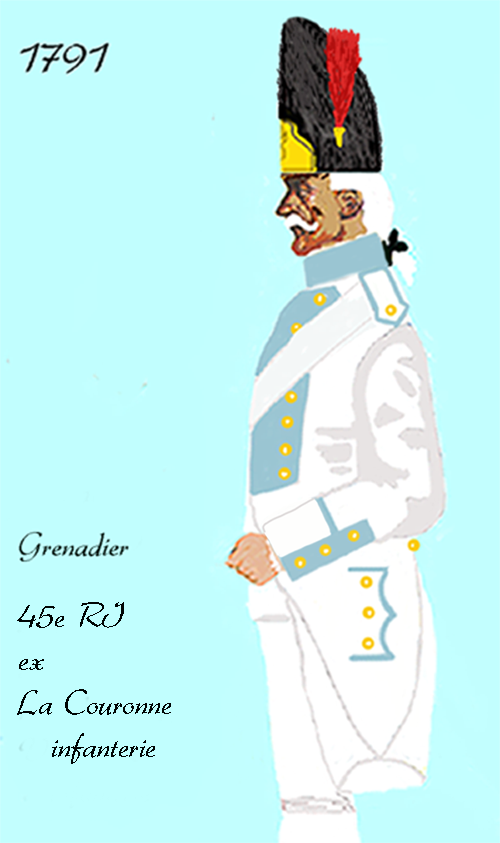
grenadier du 45e régiment d’infanterie de ligne de 1791 à 1795